# Кислицын, Вячеслав Александрович
Вячеслав Александрович Кислицын (род. 4 сентября 1948, с. Косолапово, Мари-Турекский район, Марийская АССР, РСФСР, СССР) — российский государственный деятель. Президент Республики Марий Эл с 14 января 1997 по 17 января 2001.

## Биография
Родился 4 сентября 1948 года в селе Косолапово Мари-Турекского района Марийской АССР. По национальности русский.

### Образование
Окончил Томский техникум железнодорожного транспорта, исторический факультет Марийского государственного педагогического института имени Н. К. Крупской в 1978 году, Высшую партийную школу при ЦК КПСС в 1991 году, Российский политологический институт по специальности «юрист-консультант» в 1994 году.

### Политическая деятельность
Работал председателем районного комитета физкультуры и спорта, инструктором райсовета.
С 1972 по 1975 год — председатель исполкома Семёновского, затем Знаменского сельских Советов. С 1975 по 1978 год возглавлял Медведевское объединение общественного питания. С ноября 1978 года — председатель правления колхоза «Победитель».
С 1989 по 1992 год — председатель исполкома Медведевского районного Совета. В 1989 году избран народным депутатом СССР. С 1992 по 1996 год — глава администрации Медведевского района, в марте 1996 года был освобождён от должности главы администрации, работал председателем Правления Медведевского райпо, но в ноябре этого же года решением Йошкар-Олинского городского суда восстановлен по прежнему месту работы.
В 1993 году избран депутатом Совета Федерации первого созыва, набрал 23,7%.
22 декабря 1996 года баллотировался кандидатом на должность Президента Марий Эл, победил во втором туре выборов 4 января 1997 года. По должности входил в Совет Федерации, являлся членом Комитета по вопросам науки, культуры и образования.
Во 2-м туре набрал 51%, Маркелов — 45%.
В 1997 году принял решении о закрытии Института государственной службы и управления при Президенте Республики Марий Эл — открытый по инициативе его предшественника президента В. М. Зотина в 1995 году. Институт готовил на очном отделении специалистов управленческого персонала для нужд республики и на заочном осуществлял переквалификацию уже работающих специалистов. Институт считался одним из самых перспективных и полезных кадровых структур республики, преподавателями института были лучшие специалисты республики (профессора и академики всех ВУЗов республики). Студенты очного отделения были переведены в Марийский государственный технический университет, где и закончили образование.
На очередных президентских выборах в Марий Эл во втором туре 17 декабря 2000 года получил 33,7 % голосов избирателей, участвовавших в голосовании, и уступил победу Леониду Маркелову (57,9 %).
Когда был кандидатом в президенты, заявил о том, что не приемлет вмешательство в частную жизнь и считает оскорбительным проходить проверку на знание марийского языка.
Ранее избирался членом Центрального комитета КПРФ.

## Семья
Мать — Мария Яковлевна. Рос без отца. Брат — Кислицын Андрей.
Женат, имеет дочь, внука и внучку.

## Награды
- Почётная грамота Правительства Российской Федерации (6 сентября 1998) — за большой личный вклад в социально-экономическое развитие Республики Марий Эл и многолетний добросовестный труд[8]